# Kanasaari (ö i Birkaland, Tammerfors, lat 61,82, long 23,83)
Kanasaari är en ö i Finland. Den ligger i sjön Vankavesi och i kommunen Tammerfors i den ekonomiska regionen Tammerfors och landskapet Birkaland, i den södra delen av landet, 190 km norr om huvudstaden Helsingfors. Öns area är 0,2 hektar och dess största längd är 80 meter i nord-sydlig riktning.